# Fausta Labia
Fausta Labia, född 3 april 1870 i Verona, död 6 oktober 1935 var en italiensk operasångerska. Hon var syster till Maria Labia.
Labia debuterade som Valentine i Hugenotterna på San Carlo i Neapel 1892 och var 1893–95 knuten till Kungliga Operan i Stockholm, där hon debuterade den 14 september 1893 som Margherita/Elena i Mefistofeles. Senare sjöng hon där bland annat titelrollen i La Gioconda, Santuzza i På Sicilien, Elisabeth i Tannhäuser, Valentine i Hugenotterna, Leonora i Trubaduren och titelrollen i Aida. 
Hon sjöng senare i Italien och Spanien och var engagerad vid Scala-operan i Milano. Fausta Labia vann inte samma berömmelse som sin yngre syster, men kom att bli uppskattad för sin stämma och sitt temperamentsfyllda spel, särskilt i italienska operor.